# Olli Haaskivi
Olli Haaskivi, född 14 augusti 1986 i Cleveland, Ohio, är en finsk-amerikansk skådespelare.
Olli Haaskivi, vars far är fotbollsspelaren Kai Haaskivi, har bland annat medverkat i filmen Oppenheimer. Han har även medverkat i TV-serien The Big Cigar och Obi-Wan Kenobi.

## Filmografi (i urval)
- 2023 – Oppenheimer
- 2024 – The Big Cigar (TV-serie)